# Wojciech Kurpiewski
Wojciech Sławomir Kurpiewski (ur. 16 lutego 1966 w Nowym Dworze Mazowieckim, zm. 8 października 2016 w Providence) – polski kajakarz, srebrny medalista olimpijski z Barcelony (1992), medalista mistrzostw świata i letniej Uniwersjady, wielokrotny mistrz Polski.

## Kariera sportowa
Był zawodnikiem Świtu Nowy Dwór Mazowiecki (1979-1987), Gwardii Opole (1988-1989) i Admiry Gorzów Wielkopolski (1989-1993).

### Igrzyska olimpijskie
Dwukrotnie startował na igrzyskach olimpijskich. Na Igrzyskach Olimpijskich w Seulu (1988) zajął 6. miejsce w konkurencji K-2 500 m (z Maciejem Freimutem) i 5. miejsce w konkurencji K-4 1000 m (partnerami byli M. Freimut, Grzegorz Krawców i Kazimierz Krzyżański). Na Igrzyskach Olimpijskich w Barcelonie (1992) wywalczył tytuł wicemistrzowski w konkurencji K-2 500 m (z Maciejem Freimutem), a w konkurencji K-4 1000 m zajął 6. miejsce (partnerami byli M. Freimut, G. Krawców i Grzegorz Kaleta).

### Mistrzostwa świata
Na mistrzostwach świata wystąpił siedmiokrotnie, zdobywając pięć medali, w tym trzy srebrne i dwa brązowe.
- 1985: K-4 500 m - 7 m.
- 1986: K-4 500 m - 4 m., K-4 1000 m - 3 m. (partnerami byli Robert Chwiałkowski, Grzegorz Krawców i Kazimierz Krzyżański), K-4 10000 m - 4 m.
- 1987: K-4 500 m - 2 m. (partnerami byli Robert Chwiałkowski, Grzegorz Krawców i Kazimierz Krzyżański), K-4 1000 m - 5 m.
- 1989: K-2 500 m - 3 m. (z Maciejem Freimutem), K-4 500 m - 4 m., K-4 1000 m - 2 m. (partnerami byli Robert Chwiałkowski, Grzegorz Krawców i Maciej Freimut)
- 1990: K-2 500 m - 6 m., K-4 1000 m - 9 m.
- 1991: K-2 500 m - 5 m., K-4 1000 m - 5 m.
- 1993: K-2 500 m - 2 m. (z Maciejem Freimutem)

### Uniwersjada
W 1987 zdobył trzy medale na Letniej Uniwersjadzie - złoty w konkurencji K-4 500 m (partnerami byli Robert Chwiałkowski, Andrzej Gajewski i Grzegorz Krawców), srebrny w konkurencji K-4 1000 m (partnerami byli Robert Chwiałkowski, Grzegorz Krawców i Krzysztof Szczepański) i brązowy w konkurencji K-2 500 m (z R. Chwiałkowskim)

### Mistrzostwa Polski
14 razy zdobył tytuł mistrza Polski seniorów:
- K-1 500 m: 1986, 1987
- K-2 500 m: 1988 (z Maciejem Freimutem), 1990, 1991, 1992 (w trzech startach z Andrzejem Liminowiczem)
- K-4 500 m: 1989, 1990, 1991, 1992
- K-4 1000 m: 1988, 1990, 1991, 1992